# Patricia W. Swan
Patricia W. Swan (21 de abril de 1924 - 23 de enero de 2012) fue una arquitecta estadounidense.
Swan fue una arquitecta que trabajó para la empresa de ingeniería internacional Skidmore, Owing y Merrill por 35 años. Fue una de las dos mujeres participantes asociadas con la empresa en 1956, y devino en socio partner en 1970. Es conocida por proyectos que incluye el Toronto Dominion Square, en Calgary (Canadá), Alberta y Denver Square, en Denver, Colorado (EE. UU.).

## Vida
Nació en Malden, Massachusetts, hija de María Flett y Dewey Swan. Obtuvo la graduación en Antioch College y en la Universidad de Columbia.

## Carrera
Swan asistió a Antioch College, un año antes de entrar en el Cuerpo de Mujeres del Ejército en 1944. De 1944-46, Swan sirve como meteorólogo militar de guerra. Al tiempo, Swan asistió a la Universidad de Columbia para obtener su título de arquitecto, graduándose en 1951. Después de su graduación, Swan comenzó a trabajar para Skidmore, Owings, Merrill en una época donde era inusual para las mujeres trabajar en la arquitectura. Trabajó por primera vez en las oficinas en Nueva York y ayudó a desarrollar la oficina en Denver. Fue la diseñadora principal de la Plaza de la República, en Denver, y muchos otros edificios en la ciudad. Ella y su equipo diseñaron los edificios y complejos urbanos de trabajo, centros de compras (shoppings) y sitios de entretenimiento. Swan se retiró de la actividad en 1986, a los 62 años de edad.
Swan perece en Denver en 2012 a la avanzada edad de 87 años. En las palabras de su hermana, Sandy Swan: "Ella tiene el extraño combo de talento ejecutivo y talento artístico."